# Песке, Николас
Николас Песке (англ. Nicolas Pesce; род. 1990, Нью-Йорк) — американский кинорежиссёр итальянского происхождения.

## Биография
Родился  18 января 1990 года в Нью-Йорке в семье выходцев с Сицилии.  Окончил Школу искусств Тиш при Нью-Йоркском университете.
Был клипмейкером, работал над созданием фильмов в разных ипостасях. В режиссуре дебютировал в 2016 году, сняв чёрно-белый хоррор «Глаза моей матери». Его премьера состоялась на кинофестивале «Сандэнс».

## Фильмография
| Название          | Год  | Режиссёр | Сценарист | Монтажёр | Примечания |
| ----------------- | ---- | -------- | --------- | -------- | ---------- |
| Глаза моей матери | 2016 | Да       | Да        | Да       | дебют      |
| Пирсинг           | 2018 | Да       | Да        | Нет      |            |
| Проклятие         | 2020 | Да       | Да        | Нет      | [ 2 ]      |
| Визит             | TBA  | Да       |           |          |            |